# Kilduin (1788)
Kilduin (ibland även Kihlduin) var en av fregatt byggd för den ryska flottan, och som erövrades av Sverige hösten 1788.

## Tjänstehistoria
Fartyget deltog i den ryska eskader under amiralen Wilhelm von Dessin som under augusti anlände till Öresund och västerhavet. Syftet med denna ryska aktion var att försvåra för den svenska sjöfarten genom bland annat fartygskapning. Eskadern anföll bland annat fiskeläget Råå som brändes ner.
De 15 augusti siktade de svenska fregatterna Bellona och Venus två ryska fregatter, vilka låg för ankar utanför Skagen. De svenska fartygen gick till anfall, och bägge ryska fregatterna strök flagg. Dock kunde bara ett fartyg besättas med svensk personal, fregatten Kilduin, detta då värdet var ganska hårt och dimma tillstötte. Det andra skeppet hölls i schack med kanonskott, men då morgonen den 16 augusti medförde att dimman lättade, fick detta fartyg syn på ryska flottan, och tog till flykten. Den ryska flottan tog upp jakten, men de svenska fregatterna med den tagna ryska fregatten kom undan och seglade till Marstrand. Vid ankomsten till Marstrand befanns det finnas 94 ryssar ombord, vilket utgjordes av fem officerare, en pastor, en doktor samt 87 gement manskap.  Dessa fördes den 27 augusti under eskort av ett detachement ur Bohusläns dragonregemente till Göteborg. De fördes därefter under eskort till Jönköping. I Jönköping kunde officerarna röra sig fritt, medan manskapet endast fick gå ut i mindre grupper om 4-6 personer. Officerarna inkvarterade hos borgarna, medan manskapet dels hölls i kronobränneriet, dels på Jönköpings slott.
Kilduin hade använts av den ryska flottan som tillfälligt transportfartyg och innehöll hela 22 ankare, 128 kanoner, 16 000 kanonkulor, 500 gevär, med mera. Dessa förråd kunde under hösten användas för att befästa Göteborg under Teaterkriget som bröt ut mot Danmark.
Kilduin ingick därefter i flottans Göteborgseskader och såldes någon gång under de sena 1790-talet.

### Konstruktion
Kilduin var byggd av furu på kravell och troligen byggd i Ryssland, dock är årtal osäkert.

## Fartygschefer
- Johan Lorens Rutensparre - 1788
- Karl Adolf von Gegerfelt - 1789